# Winky Wright
Winky Wright, all'anagrafe Ronald Lamont Wright (Washington, 26 novembre 1971), è un ex pugile statunitense.
Soprannominato "Winky", è stato ex campione indiscusso dei pesi superwelter. Nel corso della sua carriera ha detenuto le corone WBO, IBF, WBA e WBC di categoria.
Annoverato fra i migliori superwelter degli anni duemila, si distingueva per la sua difesa rocciosa e per la sua mascella granitica.
Pur essendo nato a Washington, è cresciuto a St. Petersburg (Florida), che continua a chiamare "casa".